# ハイムケーラー

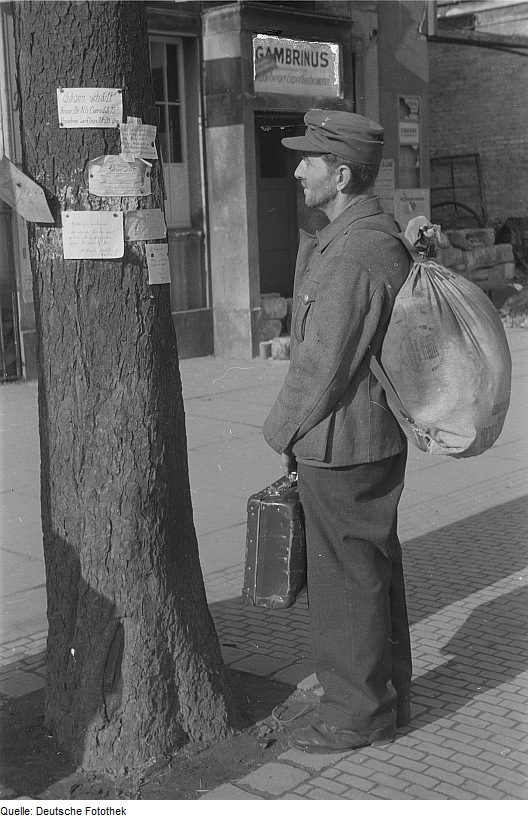
街路樹に貼り付けられた伝言の中に親族の名を探す復員兵（1946年、ドレスデン）

復員兵の中から息子を探していた女性。彼女はある復員兵から息子の死を伝えられ泣き崩れた（1955年）

ハイムケーラー（ドイツ語: Heimkehrer, 「帰還者」）は、第二次世界大戦における戦争捕虜およびSMT囚人（ソビエト連邦軍事法廷で有罪判決を受けた者）のうち、祖国であるドイツあるいはオーストリアへの帰国を果たした者を指すドイツ語の表現である。

## 概要
1947年の時点で、連合各国に捕虜（Kriegsgefangene）として抑留されていたドイツ人の数は以下の通りであった。
- アメリカ合衆国：30,976人
- イギリス：435,295人
- フランス：631,483人
- ソビエト連邦：890,532人[1]

同じく1947年にソ連邦外相ヴャチェスラフ・モロトフが宣言したところによれば、その時までに1,003,974人の捕虜が解放され、帰国を果たしていたという。
ソ連邦に残された捕虜については、1949年に雑誌『デア・シュピーゲル』に掲載された「300万人のドイツ人およびオーストリア人兵士」のような、大げさな数字も伝わっている。ただし、この『デア・シュピーゲル』の記事の内容は、適切な情報源に基づく検証が行われていなかった。
ソ連邦における捕虜の収容施設としては、労働収容所が一般的なものだった。ドイツ軍による攻撃、占領、および撤退時の焦土作戦がソ連邦の国土を大いに荒廃させたとされたため、労役を通じ捕虜らにこれの復旧を支援させることが正当化されたのである。そのため、最初に解放されたのは、主に病気を患い労役に従事できなくなった捕虜たちだった。その中には戦争犯罪に関与した者も少なくなった。例えば、ヘルムート・ビショフ元SS中佐、クルト・エカリウス元SS上級曹長、グスタフ・ロンバルト元SS少将らは、戦線後方において軍事作戦とは無関係に実施された、ユダヤ人、共産主義者、ローマ、パルチザン容疑者、精神薄弱者の虐殺についての責任を負うとされた戦争犯罪者であった。彼らを逮捕した後、ソ連邦の裁判所では懲役25年の刑を宣告していた。しかし、1955年および1956年には、多くのドイツ国防軍の捕虜と共に彼らも解放され、西ドイツへの帰国を果たした。西ドイツおよび西ベルリンにおいて、彼らは区別されず「捕虜」として受け入れられた。

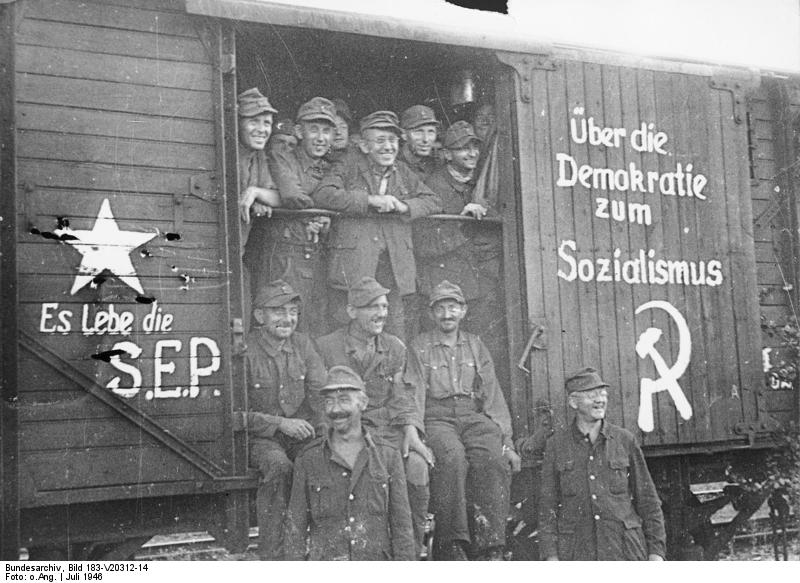
ソ連邦からグローネンフェルデ収容所に到着した復員兵ら（1946年7月）

東方からの全ての帰還者は、フランクフルト (オーダー)のグローネンフェルデ帰還者収容所に送られた。1946年7月27日から1950年5月3日にかけて、合計して1,125,508人の帰還者が送られた。最初の輸送は主にハンガリー、ポーランド、ルーマニアなどからの帰還者で、その後にソ連邦からの帰還者が続いた。1956年1月16日にはソ連邦の収容所から解放された最後の捕虜がヘルレスハウゼンのヘッセ国境駅に到着した。
ソ連邦に抑留されていた捕虜のうち、およそ200万人が帰国したが、それ以外に130万人が死亡または行方不明となった。（Verluste unter den Kriegsgefangenenも参照）
議会では、1946年12月31日以降に釈放された帰還者を指して、後期帰還者（Spätheimkehrer）という用語が用いられた。戦争捕虜補償法によれば、彼らは1947年1月1日から抑留期間1ヶ月につき30ドイツマルク、1950年1月1日からは60ドイツマルクの補償金を受けることができた。
戦争犯罪者として有罪判決を受けた者も少なくなかったが、ソ連邦から戻った帰還者たち、すなわちハイムケーラーたちは、多くの場所で「陶酔感を持って」受け入れられたという。1949年、国民に対する大晦日演説に際し、テオドール・ホイス大統領は、「とりわけ、後期帰還者たちには特別な支援が必要だ。彼らが抱いた新しく自由な生活への希望が、失望に押しつぶされてしまうことがないように」と述べた。

## 支援団体
1950年に設立されたドイツ帰還者、捕虜、行方不明者協会は、捕虜および抑留者の状況の把握に努め、彼らの釈放を求めた。また、ハイムケーラーの社会復帰に向けた支援も行っていた。

## 『1万人のハイムケーラー』

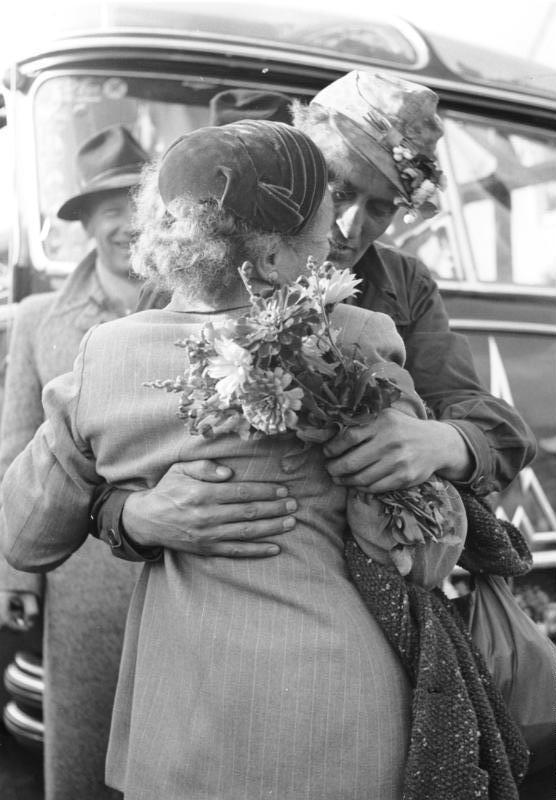
フリートラント国境通過収容所にて、再会した恋人と抱き合う復員兵（1955年）

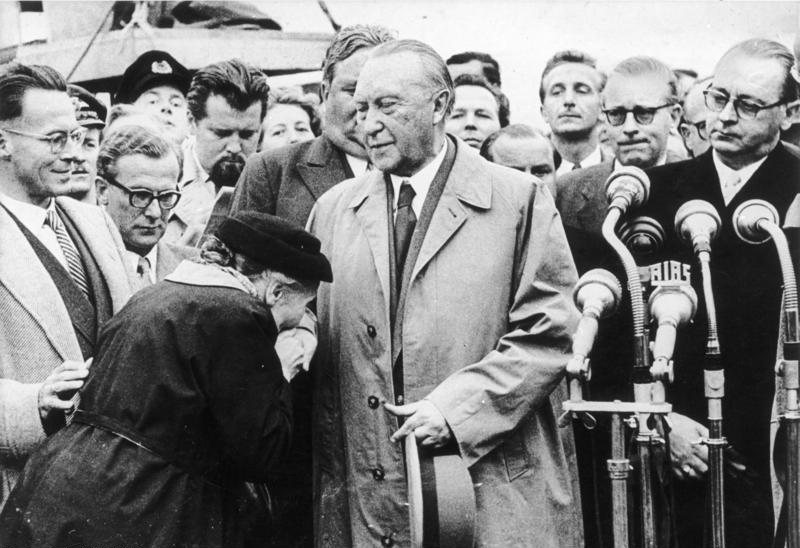
モスクワから帰国したコンラート・アデナウアー首相に感謝を伝える捕虜の母親（1955年9月14日）

捕虜問題は戦後の西ドイツにおける国民的な関心事となり、彼らの早期帰国を求めるためのデモが催され、記念碑の建立も多数行われた。1955年10月7日以降、ヘルレスハウゼンおよびフリートラント国境通過収容所を経由し、およそ1万人の捕虜が帰還したことは、とりわけ重大かつ感動的な出来事と捉えられた。
パリ協定が発効してから1か月後の1955年6月6日、パリのソ連邦大使館は西ドイツ大使館を通じ、コンラート・アデナウアー首相をモスクワへと招待した。アデナウアーが一貫して西側諸国との軍事的な繋がりを重視していたことを踏まえると、この招待は多くの人々の目に非常にセンセーショナルなものと映った。1955年9月8日、アデナウアーはハンス・グロブケやカルロ・シュミットを含む141人の代表団と共に、ソ連邦への公式訪問を行った。当時、ドイツ国防軍および武装親衛隊の兵士およそ10,000人に加え、ドイツ民主共和国（東ドイツ）あるいは以前の4ヶ国分割占領下ベルリンにおいてソ連軍事裁判（Sowjetischen Militär-Tribunalen, SMT）で有罪判決を受けた囚人、すなわちSMT囚人となった民間人およそ20,000人が、捕虜としてソ連邦内に抑留されていた。アデナウアーは出発直前、捕虜の帰国はモスクワにおいて最も重要な議題になるだろうとコメントした。それ以外には西側統合政策（欧州各国の連帯強化）およびドイツ再統一の可能性を交渉の要点に挙げた。一方、ソ連邦指導部はアデナウアーの訪問に際して捕虜問題に言及せず、外交問題について議論する可能性を述べた（単独代表権）。元々、ソ連邦指導部は捕虜を解放したいと考えており、東ドイツ指導部にもこの意思を伝えていた。問題となったのは、戦術的に最も有利となる解放時期がいつであるかという点であった。ソ連邦国民の間では、ドイツ捕虜の解放を支持する声は極めて少なかった。

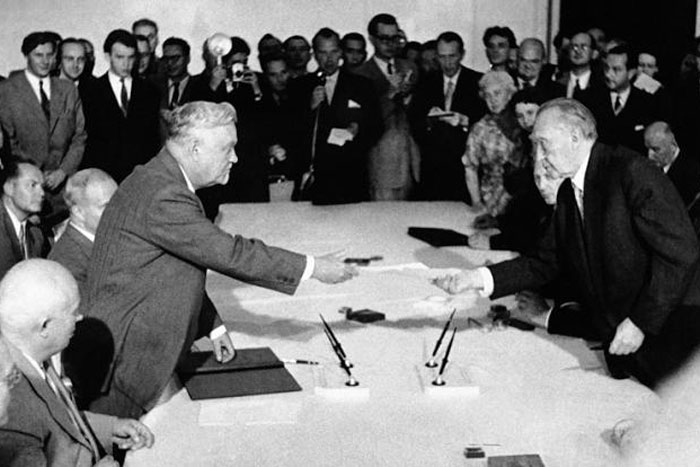
ブルガーニンとアデナウアー（1955年）

アデナウアー代表団とニキータ・フルシチョフ率いるソビエト側代表団との交渉は、大戦中の出来事の影響もあり難航したが、1万人の捕虜の帰還と外交関係の確立については、9月12日までに比較的迅速に合意に達した。また、SMT囚人の解放について、アデナウアーとニコライ・ブルガーニンは会談が終わる直前に個人的な合意に達した。一方、東ドイツ指導部は、モスクワ会談での合意が西ドイツによる東ドイツの承認に結びつかなかった点を批判した。
なお、2007年にハンス・ライヒェルトが発表した、東ドイツ政府が1946年以来捕虜の釈放を求める運動を行っていたという論文は、研究によって裏付けられていないとして、カール・ヴィルヘルム・フリッケによって否定された。
この時に帰国したハイムケーラーたちを指し、後期帰還者という用語が使われるようになった。 1955年10月7日、最初の600人がフリートラント国境通過収容所に到着した。数日後、テオドール・ホイス大統領が収容所を訪問し、ハイムケーラーらを歓迎した。ホイスは病床に伏していたアデナウアーの代理だった。この時に帰国したハイムケーラーの中には、エーリヒ・ハルトマン、ハラルト・フォン・ボーレン・ウント・ハルバッハ、レオポルト・フッゲル・フォン・バベンハウゼン、ヴァルター・フォン・ザイトリッツ＝クルツバッハ、ヨハン・バウア、フリードリヒ・フェルチュなど、かつての英雄的な戦功、あるいは模範的な勤務態度で知られた旧国防軍将校のほか、悪名高い収容所職員クルト・エカリウス、ヴィルヘルム・シューベルト、グスタフ・ゾルゲらを始めとする戦争犯罪者、ブルーノ・シュトレッケンバッハやフリードリヒ・パンツィンガーといったSS高級将校も含まれていた。